# Rythabis atlantica
Rythabis atlantica is een eenoogkreeftjessoort uit de familie van de Tharybidae. De wetenschappelijke naam van de soort is voor het eerst geldig gepubliceerd in 1995 door Schulz.